# Río Grande (Ziemia Ognista)
Río Grande – miasto w Argentynie, przemysłowa stolica prowincji Ziemia Ognista, w północnej części wyspy Ziemia Ognista. Liczy 68 776 mieszkańców. Miasto zostało założone 11 lipca 1921. Rozrasta się szybko od czasu uczynienia wyspy strefą bezpodatkową. Od 1991 do 2001 roku liczba mieszkańców wzrosła o 35%.
Burmistrzem miasta od 2000 jest Jorge Martín. Stolica jednego z 4 departamentów.